# 바오언
응우옌푹바오언(Nguyễn Phúc Bảo Ân, 1952년 11월 3일 ~ )은 베트남 응우옌 왕조의 황족이다. 바오다이의 3번째 아들로, 어머니는 레티피아인이다.